# Jakub Mráček
Jakub Mráček (* 25. září 1985 Teplice) je český odborník na transparentní státní správu, pedagog a politik, lídr hnutí Volba pro! Teplice. Je členem KDU-ČSL, od roku 2014 opozičním členem zastupitelstva města Teplice. V roce 2018 kandidoval na primátora v Teplicích za Volbu pro! Teplice.

## Život
Vystudoval makromolekulární chemii (promoval roku 2010, titul Ing.) a učitelství chemie (promoval v roce 2011, titul Bc.) na Vysoké škole chemicko-technologické v Praze. Od roku 2011 vyučuje chemii a informatiku na Gymnáziu Teplice.
V roce 2004 se začal věnovat skautingu, od roku 2009 vede skautské středisko Dvojka Teplice.
Ve svém rodném městě se začal veřejně angažovat v roce 2006, kdy spoluzakládal občanské sdružení Pro arte beuronensi – Společnost pro obnovu kaple Gymnázia Teplice, jehož posláním byla záchrana a rekonstrukce Beuronské kaple v Teplicích. V roce 2016 přivedl do Teplic bikesharing, když zde založil pobočku Rekoly. Inspirován projektem Ústecká NEJ... Martina Krska provozují spolu s Magdou Barabášovou stránku Teplická NEJ..., kde shrnují teplické kuriozity. Teplická NEJ... jsou vydána i knižně.
Je ženatý, má syna a dceru. Mezi jeho koníčky patří jízda na (dvoj)kole, místní historie, turistika, tvorba grafiky nebo včelaření.

## Politické působení
V Teplicích spoluzakládal hnutí Volba pro! Teplice, za které kandidoval jako nezávislý v komunálních volbách v roce 2014. V podzimních volbách 2018 byl v čele kandidátky Volba PRO! Teplice, která se s 26,23 % hlasů umístila na druhém místě za ODS.